# Talkhon Hamzavi
Talkhon Hamzavi é uma cineasta iraniana. Como reconhecimento, foi nomeada ao Oscar 2015 na categoria de Melhor Curta-metragem por Parvaneh.